# Gustavo Poblete Catalán
Carlos Gustavo Poblete Catalán (Curicó, 19 de Junho de 1915 — 2005) foi um pintor e professor de pintura chileno. Foi professor na Universidade do Chile.